# Suuri-Jauhia
Suuri-Jauhia är en ö i Finland. Den ligger i sjön Puruvesi och i kommunen Nyslott i  landskapet Södra Savolax, i den sydöstra delen av landet, 300 km nordost om huvudstaden Helsingfors. Öns area är 14,5 hektar och dess största längd är 0,8 kilometer i sydöst-nordvästlig riktning.